# Martir de Cuilapan
Mártir de Cuilapan é um dos 81 municípios do estado mexicano de Guerrero. De acordo com a contagem II da População e da Habitação conduzida pelo Instituto Nacional de Estatística, Geografia e Informática, em 2005, a cidade tinha uma população total de 15.278 habitantes, desse montante, foram 7.253 homens e 8.019 mulheres.
Sua cabeceira é a cidade de Apango, sendo esta a maior povoação do município com 3.987 habitantes, e "El Palderón" a mais pequena, com apenas 3 pessoas

## Toponímia
Em honra do general insurgente Vicente Guerrero, fuzilado em Cuilapan, Oaxaca,  a cidade foi renomeada com o nome de Martir Cuilapan

## Significado das armas
O escudo tem as características da cidade: No topo existe um escudo indígena e um livro aberto que representa o conhecimento e a origem dos antepassados, na parte central tem um maguei representando a produção de mezcal em Apango. No extremo, há uma fita de palma representativas do artesanato no centro inferior há uma levada e uma junta de bois representando a agricultura no município particularizando uma planta de milho.
No fundo respresentam-se os feitos dos revolucionários e de independência com as armas da época, e vírgulas caracterizam a raça e língua nauatle, um documento simboliza o decreto designando Apango como cabeceira municipal de Mártir de Cuilapan; uma máscara de tigre representa os costumes e cultura da cidade, servindo como pano de fundo a esses símbolos valor representativos da figura territorial de município.